# Maximin Legros
Maximin Legros, né le 7 mai 1750 à Belval-Bois-des-Dames (Ardennes), mort le 30 mars 1823 à Rennes (Ille-et-Vilaine), est un général français de la Révolution et de l’Empire.

## Biographie
Il entre en service le 24 novembre 1771, comme soldat au régiment de la Couronne, il passe caporal le 1er juillet 1775, sergent fourrier le 9 novembre 1779, sergent major la 20 novembre 1780 et adjudant sous-officier avec rang de sous-lieutenant le 15 septembre 1791. Il est nommé lieutenant le 20 mai 1792, adjudant major le 15 juillet suivant et capitaine le 20 février 1793. Le 23 mai 1793, il prend le commandement du 10e bataillon de la formation d'Orléans et le 22 juillet suivant, la place de Niort. 
Il est promu général de brigade le 30 juillet 1793, à l’armée des Côtes de la Rochelle, et le 4 novembre suivant il est employé à l’armée de l’Ouest, il prend le commandement de la 2e brigade, qui prend part aux colonnes infernales en Vendée et en avril 1794, il commande les fusillades du Marillais, où environ 2 000 vendéens hommes, femmes et enfants sont exécutés. Il est suspendu de ses fonctions le 17 août 1794.
Remis en activité, en mars 1795, comme commandant du camp de Chiché en Vendée, puis celui de  Sainte-Florence en juin suivant, il est réformé le 22 septembre 1796.
Le 21 novembre 1800, il reprend du service comme commandant d’un bataillon de vétérans de la 9e demi-brigade, et le 1er juillet 1810, il est chef du 7e bataillon de vétérans à Brest. Il est mis en non activité le 1er novembre 1814, et il est admis à la retraite le 13 février 1815.
Il meurt le 30 mars 1823, à Rennes.

## Sources
- Hervé Coutau-Bégarie et Charles Doré-Graslin (dir.), Histoire militaire des guerres de Vendée, Economica, 2010, p. 483.
- Nicolas Delahaye, Guide historique des Guerres de Vendée, Éditions Pays et Terroirs, 2005.
- (en) « Generals Who Served in the French Army during the Period 1789 - 1814: Eberle to Exelmans »
- Étienne Charavay, Correspondance général de Carnot, tome 4, imprimerie Nationale, 1897, p. 18
- Thierry Pouliquen, « Les généraux français et étrangers ayant servis [sic] dans la Grande Armée » (consulté le 16 avril 2014)
- (pl) « Napoléon.org.pl »
- Georges Six, Dictionnaire biographique des généraux & amiraux français de la Révolution et de l'Empire (1792-1814), Paris : Librairie G. Saffroy, 1934, 2 vol., p. 99